# HMS Otus (S18)
HMS Otus (S18) je diesel-elektrická ponorka britského královského námořnictva třídy Oberon. Ve službě byla od roku 1963. Po vyřazení byla přeměněna muzejní loď. Nachází se v německém přístavu Sassnitz na ostrově Rujána.